# A Lógica da Ação Coletiva
The Logic of Collective Action (br: A Lógica da Ação Coletiva, pt: A Lógica da Acção Colectiva) é um livro escrito pelo economista norte-americano Mancur Olson em 1971 que propõe a utilização de modelos econômicos para a análise dos grupos sociais e da ação coletiva.

## Dilema da ação coletiva
A tese básica deste livro é a de que "mesmo que todos os indivíduos de um grupo grande sejam racionais e centrados em seus próprios interesses, e que saiam ganhando se, como grupo, agirem para atingir seus objetivos comuns, ainda assim eles não agirão voluntariamente para promover esses interesses comuns e grupais" (Olson, 1999, p. 14).
O argumento formal empregado pelo autor para explicar a disjunção entre racionalidade individual e racionalidade coletiva tem como objetivo se contrapor às interpretações academicamente dominantes do comportamento coletivo na década de 1950, classificadas por Olson como pertencendo às "teorias tradicionais dos grupos sociais".
Apropriando-se do método individualista, do princípio da maximização da utilidade marginal da economia neoclássica e do conceito de bens públicos sistematizado por Paul Samuelson, Olson afirma que quando está em pauta um bem público, vale dizer, um benefício caracterizado pela impossibilidade de discriminação entre aqueles que contribuíram para o provimento do mesmo daqueles que não o fizeram, o membro racional, em determinados casos, pode preferir não contribuir para a consecução do bem grupal. Isso porque o ator, mesmo não contribuindo com a consecução do benefício coletivo, poderia, em certas circunstâncias, usufruir de igual modo do bem em questão. Ainda que os custos da cooperação sejam mais reduzidos do que os benefícios auferidos pelo ator, a deserção na ação coletiva é racional, de acordo com Olson, sempre que o efeito da contribuição de cada indivíduo para a provisão do benefício coletivo não exerce "uma diferença perceptível para o grupo como um todo, ou para o ônus ou ganho de qualquer membro do grupo tomado individualmente" (Olson, 1999, p. 57). Como a conseqüência positiva que cada contribuição individual exerce sobre a produção do bem coletivo não é notada, pelo fato de ser muito reduzida, e essa contribuição envolve custos, é racional que o ator auto-interessado não arque com esses mesmos custos, maximizando assim a sua utilidade. Grupos cujos membros se deparam com essa percepção em relação à contribuição individual dos mesmos para a produção do benefício coletivo são classificados por Olson como "latentes".
O "dilema da ação coletiva" em grupos "latentes" tal como formulado por Olson reside justamente nessa ambivalência: na medida em que todos os membros do grupo raciocinam da mesma maneira, isto é, na medida em que procuram maximizar as suas respectivas utilidades às custas da deserção, pelo fato de não notarem, no fim, qualquer acréscimo significativo no nível de provisão do bem coletivo para o grupo como um todo ou para algum membro isoladamente por conta da contribuição individual, o resultado acaba se tornando desastroso do ponto de vista agregado. Do ponto de vista da racionalidade coletiva, todos ganhariam caso houvesse uma cooperação integral. Porém, de acordo com a racionalidade individual, a deserção não deixa de ser a estratégia que proporciona a recompensa mais vantajosa a cada ator, independentemente dos outros membros do grupo cooperarem ou deixarem de cooperar.
Ao contrário da metáfora da mão invisível de Adam Smith que inverte a moral tradicional atribuindo à busca do auto-interesse um caráter positivo em termos sociais, justificando, assim, a própria economia de mercado, para Olson, em situações específicas (aquelas que os economistas do bem-estar chamam de "falhas de mercado"), a mera perseguição do interesse individual do membro, seja ele material ou de qualquer outra natureza, termina produzindo resultados desastrosos do ponto de vista coletivo. Em casos como estes, o bem público não será provido a menos que sejam aplicados incentivos seletivos negativos (coerção) sobre os membros que não cooperam ou inventivos seletivos positivos (como retribuições individuais materiais ou simbólicas) aos membros que forneceram a sua contribuição para o "bem comum". A obrigatoriedade das contribuições sindicais, ou ainda o fornecimento de retribuições materiais individuais aos associados de um sindicato, tal como jornais, espaços de lazer e serviços de assistência jurídica e médica, seriam exemplos comprobatórios da impossibilidade da cooperação se encaminhar de forma voluntária em uma série de situações concretas.

## Grupos privilegiados
A ação coletiva, para Olson, apenas não se constitui um "problema" na medida em que existir no grupo algum membro cuja fração de ganhos sobre o produto total do bem coletivo seja tão "grande" que lhe seja viável arcar com os custos integrais da produção do mesmo bem. Na fórmula matemática proposta em A Lógica da Ação Coletiva, isso ocorre quando a utilidade do membro "i" (Ui), calculada através dos benefícios que "i" aufere com a provisão do bem coletivo (Vi) descontados dos custos totais da provisão do bem coletivo (C), for maior do que zero:
Ui = Vi  - C; Ui > 0; Vi  > C
No caso do grupo possuir no seu interior algum membro disposto a arcar sozinho com todos os custos da ação coletiva, isto é, no caso do grupo ser "privilegiado", os outros membros pegarão "carona"  nos esforços do empreendedor. Em virtude da assimetria existente entre os membros de um mesmo grupo, pode haver o chamado fenômeno da "exploração do grande pelo pequeno", que consiste no fato do "membro grande" – aquele membro que até mesmo por conta própria contribuiria para o benefício coletivo  - assumir, proporcionalmente, em relação às vantagens, uma parte maior dos custos envolvidos na produção de um benefício coletivo.
Ainda tematizando os grupos "privilegiados", Olson chama a atenção para uma outra característica crucial dos mesmos: nos casos em que o benefício coletivo apresentar níveis de produção contínuos, há uma tendência para que a sua produção se dê em um nível "subótimo". Isso porque, em situações como essa, a curva que representa os retornos auferidos através da adoção da estratégia cooperativa tende a ser desacelerada, com elevados retornos iniciais, mas com retornos adicionais progressivamente mais reduzidos. Ou seja, uma vez provida uma quantidade inicial do benefício coletivo graças aos esforços de um membro altamente interessado na provisão do bem e disposto a arcar, por conta própria, com os custos iniciais da ação coletiva, os incentivos para que os demais membros do grupo contribuam com a produção de unidades adicionais do benefício coletivo vão se tornando cada vez mais reduzidos, alcançando um ponto de saturação no qual a deserção se configura em uma estratégia irresistível. Quanto menor a fração do ganho total do grupo que cabe ao "maior" membro do grupo, postula Olson, maior a tendência do grupo produzir o bem coletivo em um nível "subótimo".

## Grupos intermediários
Seguindo a classificação proposta em A Lógica da Ação Coletiva, encontramos uma terceira categoria de grupos: os chamados "grupos intermediários", que não possuem nenhum membro com interesse em promover, por sua própria conta, o benefício coletivo de maneira integral ou simplesmente de forma parcial, uma vez que nenhum ator desfrutaria de uma parcela tão grande do bem público que lhe compensasse arcar com todos os custos envolvidos na ação coletiva; a contribuição ou falta de contribuição de um ou mais membros, porém, nessas situações, pode, sim, exercer um efeito perceptível sobre a produção do benefício coletivo, fazendo com que um "caroneiro" em potencial raciocine que sua recusa em contribuir com o grupo traria conseqüências nefastas para ele próprio. No entanto, caso a contribuição do membro não seja acompanhada pelos esforços do restante do grupo, o bem coletivo não será provido, o que acarretará prejuízos não desprezíveis ao membro que contribuiu. Neste caso, de acordo com Olson, o resultado da ação coletiva é incerto, pois, "no grupo intermediário (...), onde dois ou mais membros devem agir simultaneamente para que um benefício coletivo possa ser obtido, deve haver ao menos coordenação ou organização tácita" (Olson, 1999, p. 59).